# Colonia Ulpia Traiana

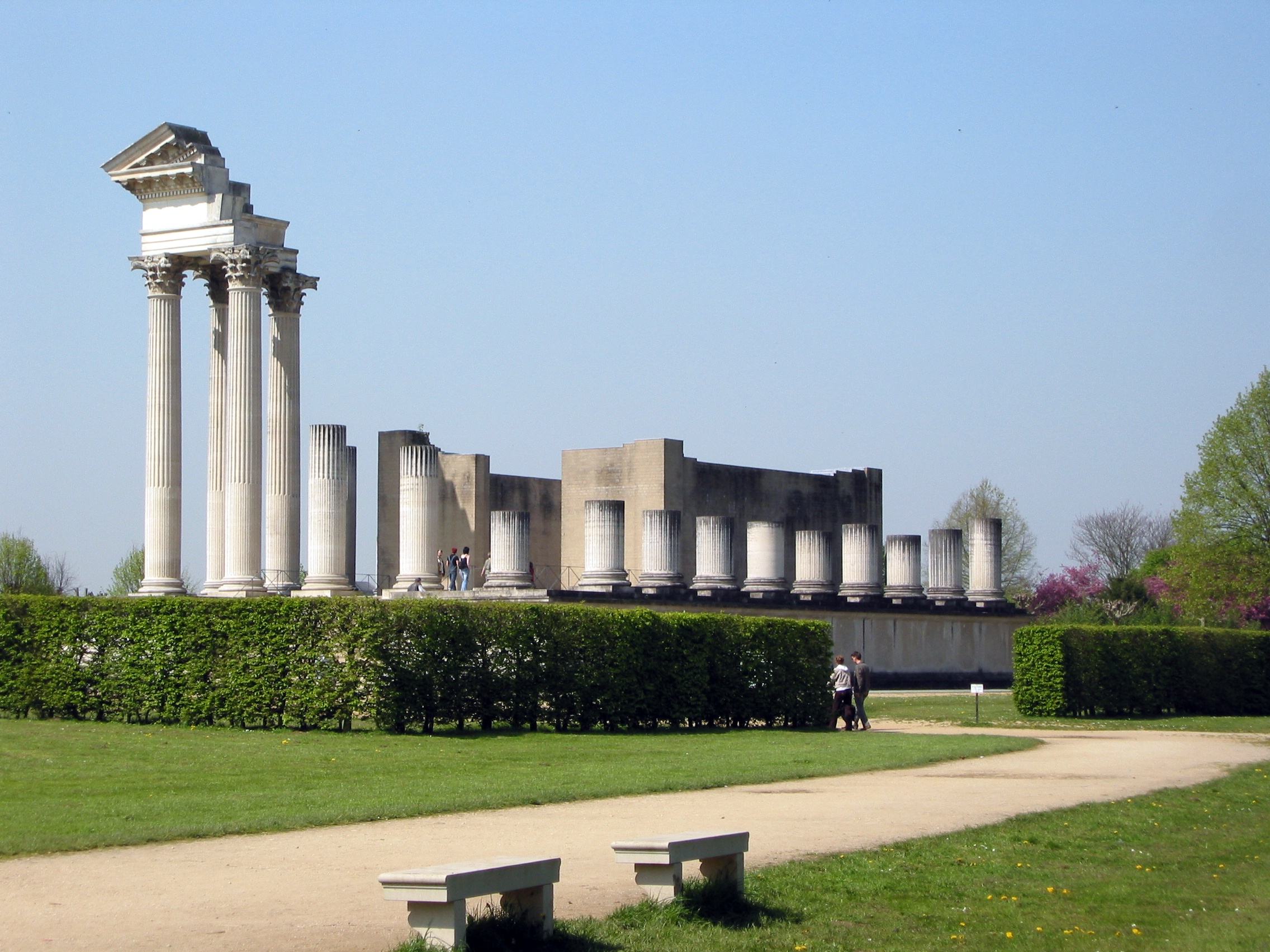
Tempio del porto di Colonia parzialmente restaurato

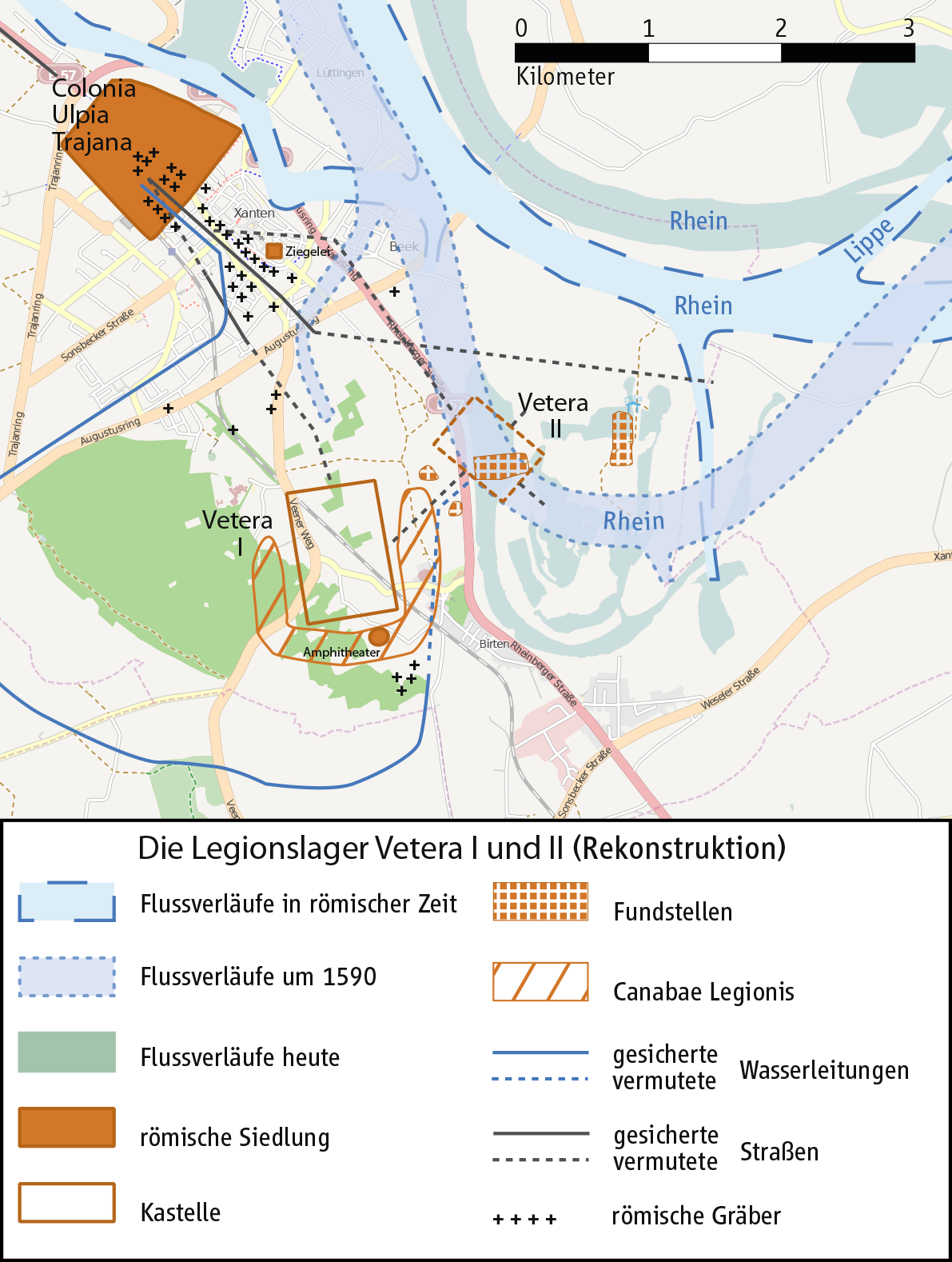
Terreno intorno all'attuale città di Xanten con i due castelli Vetera I e Vetera II e Colonia Agrippina Ulpia Traiana

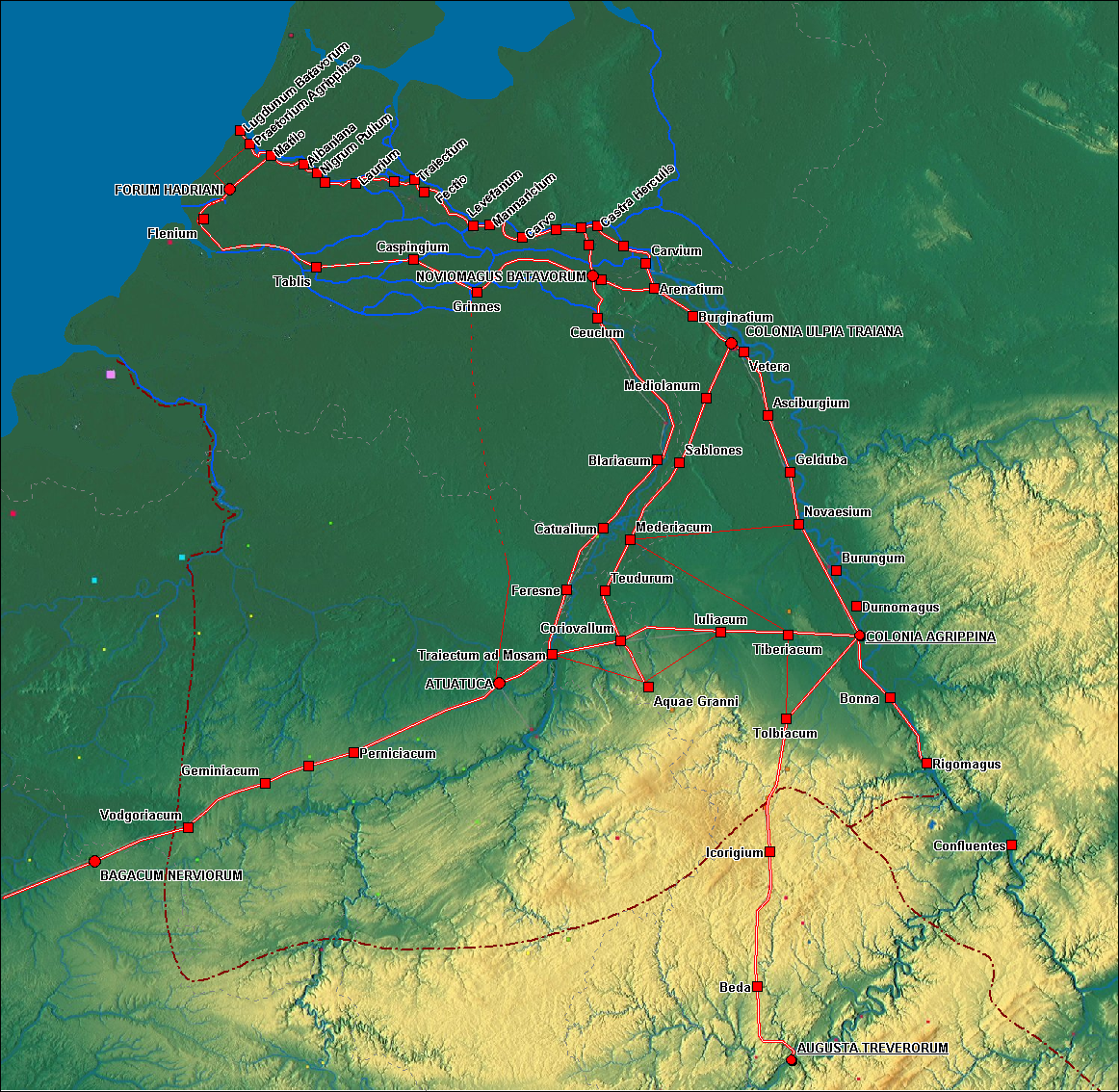
Strade romane nella Germania inferiore

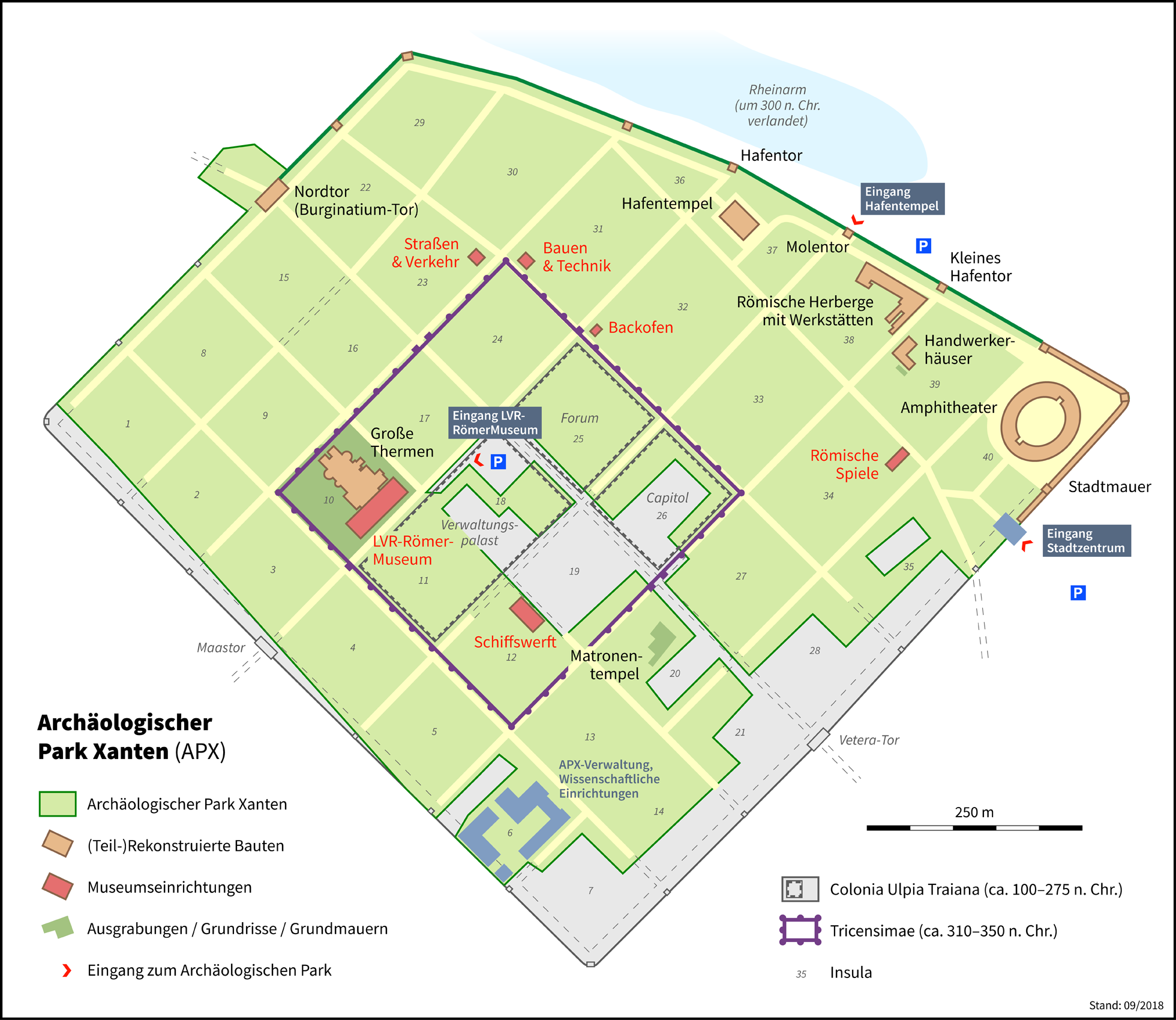
Ulpia Traiana, Tricensimae e l'APX

La Colonia Ulpia Traiana, nome esteso Colonia Agrippina Ulpia Traiana (abbreviato CUT), era una città romana nella zona dell'attuale Xanten (nella Renania Settentrionale-Vestfalia).
La Colonia Agrippina Ulpia Traiana fu fondata dall'imperatore Traiano, da cui prende il suo nome. Era una delle circa 150 città dell'Impero Romano che aveva lo status giuridico di Colonia Agrippina romana ed erano considerate "immagini di Roma". Ulpia Traiana era la terza principale città romana a nord delle Alpi nella Germania inferiore, dopo di Claudia Ara Agrippinensium (l'odierna Colonia) e Augusta Treverorum (l'odierna Treviri). I loro edifici pubblici rappresentano lo stato elevato della città, che costituiva il centro di un'ampia area circostante.

## Storia

### Epoca preromana
Sulla base di reperti archeologici, l'origine del luogo può essere fatta risalire al IV secolo a.C.. Ulteriori reperti risalgono al III secolo a.C., tuttavia non ci sono prove di un insediamento continuo dal II al I secolo a. C..

### Epoca romana

#### Insediamenti pre-coloniali
Nel 13/12 a.C. Druso fece costruire il campo della legione Vetera nella vicina Fürstenberg, che servì anche come base per le campagne militari nella Germania sulla riva destra del Reno, che ha portato nell'anno 8 d.C. la tribù germanica dei Sigambri a trasferirsi sulla riva sinistra del Reno. Venne fondato, quindi, l'insediamento, che in seguito fu chiamata Colonia Agrippina Ulpia Traiana, l'attuale Cugerner.

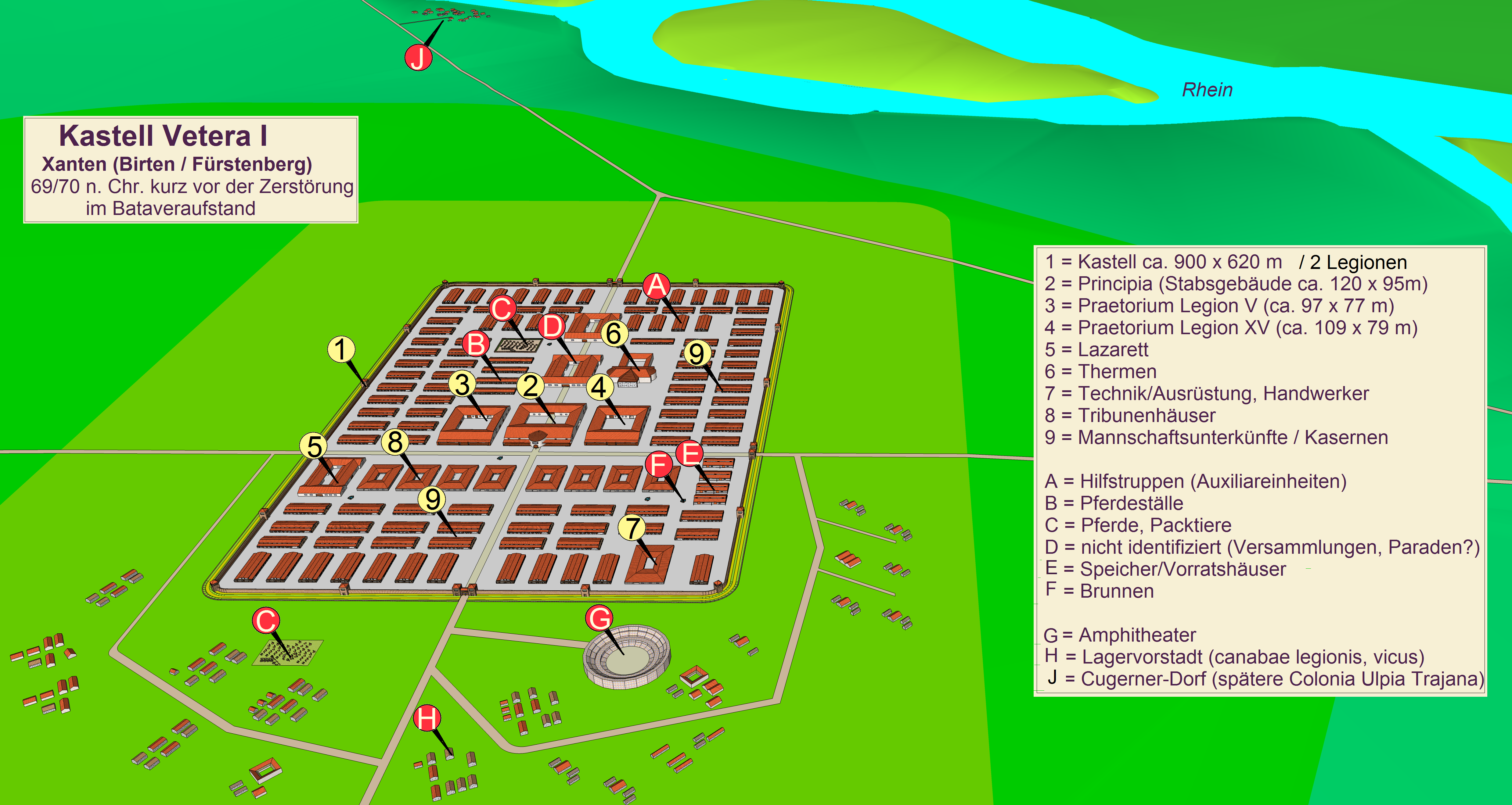
Castra Vetera I (Xanten-Birten) intorno al 70 a.C. poco prima della distruzione durante la rivolta batava - nella parte superiore del villaggio di Cugerner

Il nome di questo insediamento non è noto, ma si ritiene che fosse simile alla batava Batavodurum (ora Nimega) denominato "Cugernorum". Grazie alla vicinanza a Vetera I, Cugernorum si sviluppò in pochi anni e diventò un luogo di commercio relativamente ricco fino a quando si unì alla rivolta batava del 69/70, dopo la quale fu bruciato.
Con la ricostruzione di Vetera II nell'anno 71 d.C. venne ristabilito anche l'insediamento. Aveva anche un porto ben sviluppato e consisteva principalmente di case a graticcio, il cui materiale da costruzione proveniva dalle immediate vicinanze.

#### Colonia Ulpia Traiana
Nel 100 d.C. l'insediamento è stato elevato dall'imperatore Traiano a Colonia Agrippina Ulpia Traiana. Il vecchio insediamento fu completamente raso al suolo e fu costruita una nuova città con condutture d'acqua, un sistema di canali, una rete stradale perpendicolare, un tempio, un foro, un anfiteatro, mura ed ingressi. Anche le aree precedentemente incolte furono edificate. Attualmente si trova all'interno del cimitero di Colonia Ulpia Traiana, anche se i sepolcreti erano sempre al di fuori dell'insediamenti abitati. All'interno delle mura vivevano circa 10.000 persone in 73 ettari. La popolazione consisteva in Galli e Germani romanizzati. Inoltre i veterani della Legione, che stazionava a Vetera, ricevettero terre e formarono qui una popolazione benestante.
Tuttavia, nella seconda metà del III secolo, il braccio del Reno davanti alla città sprofondò, così anche un bastione naturale di CUT cadde.. Nel 260 i Franchi attraversarono il Reno e fecero irruzione nei pressi di Colonia Ulpia Traiana, nella Germania Inferiore, ma solo alla seconda invasione dei Franchi, nel 275, la città fu distrutta.

#### Insediamento post coloniale
Solo nel 310, Colonia Ulpia Traiana fu ricostruita all'interno delle sue antiche mura; sulle nove insulae centrali sorse un forte con il nome di Tricensimae. L'insediamento aveva un importante fortificazione non puramente civile e non aveva diritti di civitas. Essendo la fortezza più importante della Germania inferiore, assunse la funzione di Vetera II, come campo della Legio XXX Ulpia Victrix, anch'essa poi distrutta quando l'insediamento fu conquistato nel 352 da Franchi. Fu ricostruito successivamente nel 359 d.C. Tuttavia, nella prima metà del V secolo d.C., l'insediamento fu definitivamente abbandonato.

### Periodo post romano
Gli edifici furono inizialmente preservati, Colonia Ulpia Traiana ormai in rovina servì comunque, con l'inizio della "pietrificazione" della città medievale, sempre più come una cava. I materiali utilizzabili furono usati per costruire la chiesa e la città di Xanten o venduti in Olanda - la città romana gradualmente scomparve dalla superficie. Solo il campidoglio rimase come rovina visibile fino a dopo il 1839. Dopo che le pietre erano state ripulite e anche il sottosuolo era stato raso al suolo, come verificabile dall'entrata nei resti delle grandi terme, l'area è stata trasformata in terreno agricolo. Poiché la città di Xanten fu costruita sul cimitero romano, le strutture, a differenza di Colonia Agrippina o Treviri, furono preservate e subirono solo il furto di pietre. Solo le indagini archeologiche nel corso della costruzione della strada federale 57 riscoprono la città romana. I singoli edifici della città precedentefurono ricostruiti all'interno del parco archeologico di Xanten, che è stato ora esteso a quasi tutta la città precedente.

## Edifici

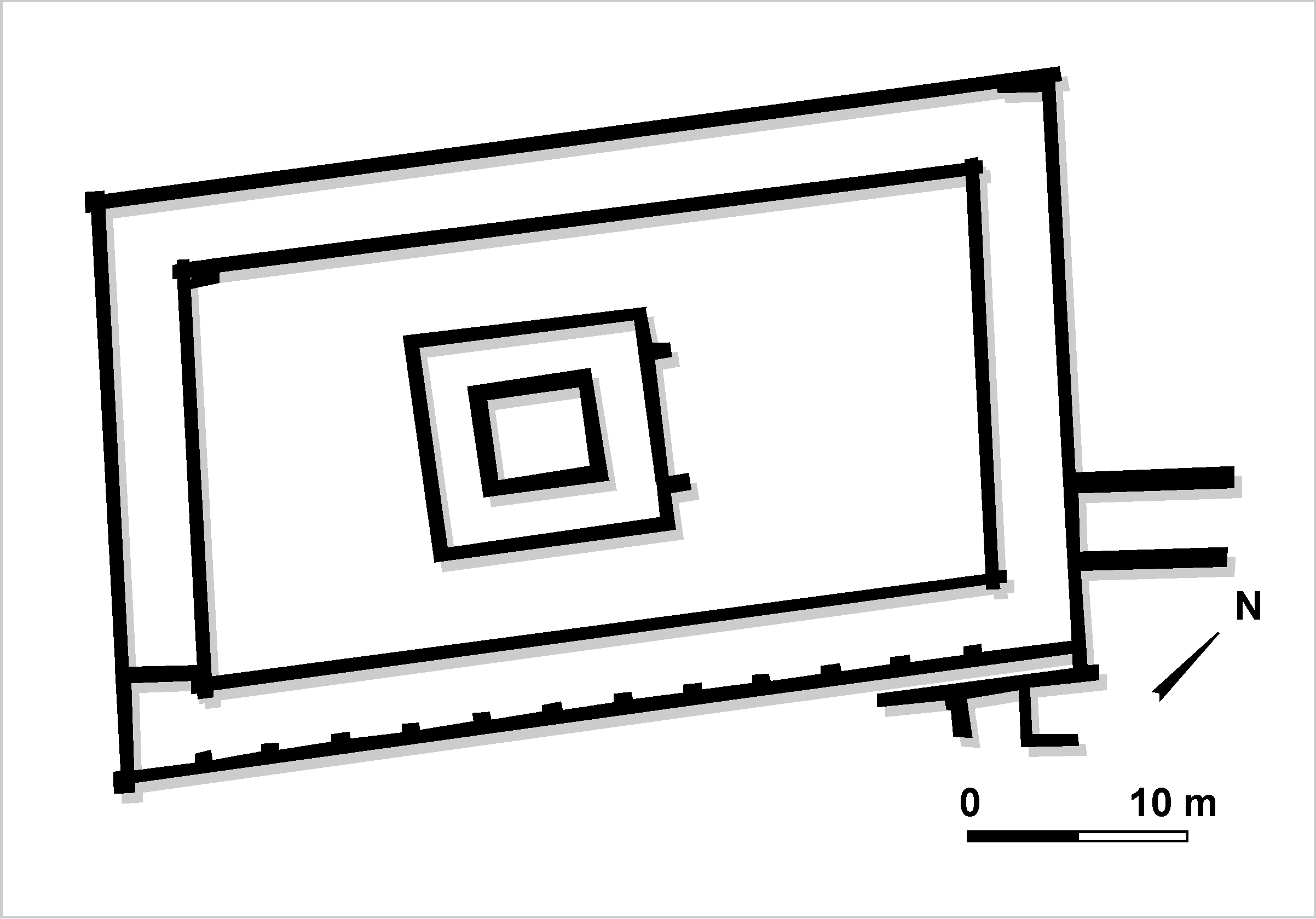
Ricostruzione del piano dei templi gallo-romani (il santuario delle matrone) e del quartiere dei templi

La città era divisa da strade ad angolo retto che si intersecano in insulae. Questi sono attualmente numerate da 1 a 40. Nel centro della città (insula 25) c'era il forum, che occupava una insula completa.
Sull'insula 26, a sud, vie era il campidoglio. Era come gli altri grandi edifici della città costruiti nel II secolo, l'area era densamente abitata e costruita con case che erano parzialmente ricche di pitture. L'attuale campidoglio era esteso su un grande quartiere. Il tempio era orientato a nord-est, verso il Reno. Solo alle fondamenta si potevano effettuare scavi, anche se le rovine erano ancora visibili fino all'inizio del XIX secolo e durante questo periodo anche i primi scavi hanno avuto luogo nel tempio.
A nord-ovest del forum c'erano le terme, che a loro volta reclamavano un'intera insula (la 10). Il cosiddetto palazzo amministrativo, la cui funzione non è stata ancora sufficientemente chiarita, occupa le tre insulae (la 4, la 11 e la 17) ad ovest del foro. Altri importanti edifici pubblici erano l'anfiteatro al sud della città (insula 40) e un grande tempio nel porto (insula 37). Un piccolo santuario delle matrone era all'interno dell'area residenziale (insula 20). Sull'insula 38 c'era, proprio accanto al porticciolo del porto un ostello con le terme.
Le singole insulae delle aree residenziali e commerciali private sono state parcellizzate. I singoli appezzamenti avevano dimensioni di circa 12×44 metri. Queste erano per lo più case a strisce. Alcune delle case erano riccamente decorate con affreschi, ma finora non ci sono prove di mosaici. Finora non sono state trovate case con atrium o peristili. In questi punti, la città è chiaramente diversa da Colonia Agrippina. Nell'insula 3 vi fu uno scavo di un'abitazione più grande, con i suoi rilievi d'angolo che assomigliavano ad una villa rustica piuttosto che a una casa a schiera. La costruzione era lunga oltre 20 metri, con le torri angolari rivolte verso il cortile, mentre sul fronte strada c'erano i colonnati. Alcune stanze della casa avevano l'ipocausto. Nell'insula 19 sono stati fatti diversi scavi su edifici residenziali. Qui c'erano alcuni affreschi di alta qualità, tra cui il cosiddetto Adler-Giganten-Wand (la parete dell'aquila e dei giganti).

## L'approvvigionamento idrico
I numerosi pozzi trovati nella zona della CUT non erano sufficienti a rifornire una città di queste dimensioni con quantità sufficienti di acqua potabile e industriale. È stato infatti trovato in alcuni luoghi nella zona di Xanten nel XIX secolo. Dopo la seconda guerra mondiale, sempre nella zona urbana di Xanten, sono stati trovati anche resti di tubazioni dell'acqua, ma per lungo tempo non ha mostrato una connessione chiara. Si suppone che potrebbero essere stati utilizzati come area di raccolta.
Nel 1959, Hermann Hinz scoprì una linea che da sud conduceva dal cratere morenico delle "Hees" attraverso l'odierna Xanten e lungo l'ex strada tombale. 1975 finalmente fu trovata la connessione, con le misure di costruzione della strada nel distretto di Sonsbecker nella località di Labbeck, per trovare un pezzo della linea di rifornimento, che serviva a trasportare le acque superficiali dell'altezza di Sonsbecker alla CUT. Era un mortaio spezzato con mattoni rotti, che conteneva ancora tracce della tipica sinterizzazione della calce. La fondazione era solidamente fatta di pietra di Eifel, grovacca, basalto e tufo. Frammenti di ardesia indicavano la precedente copertura del canale, che aveva una caduta di 20 cm a 100 m. Parte di questo acquedotto fu trasferito al Parco Archeologico di Xanten e lì conservato.
Nel maggio del 2007, durante il periodo di siccità e durante alcuni sorvoli, l'archeologo aereo Baoquan Song (dell'Università della Ruhr a Bochum) ha mostrato evidenti anomalie di sporcamento, che indicavano una fila di pilastri dell'acquedotto nel cosiddetto "Furth". Ulteriori informazioni sulle sezioni della tubazione dell'acqua erano disponibili presso Forsthaus Hasenacker. Gli scavi del dicembre 2008 hanno confermato le fotografie aeree. Durante i lavori di costruzione nell'area del mercato di Xanten alla fine del 2009, sono stati trovati i resti delle fondamenta dell'acquedotto.